# EGIS-12,233
EGIS-12,233 je lek koji se koristi u naučnim istraživanjima. On deluje kao potentan i selektivan antagonist za 5-6 i 5-7 serotoninske receptore, sa znatnom selektivnošću u odnosu na druge receptore. On povećava otpuštanje dopaminu tkivu puža uveta, iz čega sledi da 5-HT6 i 5-7 receptori učestvuju u regulaciji slušnog sistema.